# Ben Bruce
Benjamin Paul Bruce (* 30. října 1988 Wandsworth, Londýn) je skladatel a sólový kytarista britské metalcorové kapely Asking Alexandria. V roce 2009 vydali album Stand Up and Scream, v roce 2011 Reckless and Relentless, v roce 2013 From Death to Destiny a 2016 The Black. 23. května se oženil se Samanthou Cassaro, ale dne 9. listopadu 2015 oznámili rozvod.

## Diskografie
- Stand Up and Scream (2009)
- Reckless & Relentless (2011)
- From Death to Destiny (2013)
- The Black (2016)
- Asking Alexandria (2017)
- Like a House on Fire (2020)
- See What's on the Inside (2021)